# Albert Hofman
Европска асоцијација за слободну трговину (енгл. European Free Trade Association (EFTA)) основана је 3. маја 1960. године у Стокхолму као алтернатива европских држава којим није било дозвољено или нису хтеле приступити Европској заједници (данашњој Европској унији).

## Историја
Државе које су основале ЕФТУ су: Уједињено Краљевство, Данска, Шведска, Норвешка, Швајцарска, Аустрија и Португал.
Финска је постала придружена чланица 1961. (1986. пуна чланица) и Исланд 1970. године. Уједињено Краљевство и Данска су постале чланице Европске заједнице 1973. (заједно са Ирском) и престале бити чланице организације. Португал је исто напустила чланство 1986. Лихтенштајн је постао чланица 1991. (пре тога интересе Лихтенштајна је заступала Швајцарска). Коначно, Финска и Аустрија су напустиле организацију 1995. када су постали чланови Европске уније.

## ЕФТА и Србија
Дана 1. октобра 2010, ступио је на снагу споразум о слободној трговини између две земље чланице ЕФТА — Швајцарске и Лихтенштајна — и Републике Србије. Преостале две чланице ЕФТА ће почетком 2011. потврдити овај споразум у својим националним парламентима. Овај споразум предвиђа потпуно укидање царина на индустријске производе, док ће, што се тиче пољопривредних производа, Србија имати сличан положај какав према ЕФТА имају земље чланице Европске уније.